# Igreja de São Miguel Arcanjo (Uzhok)

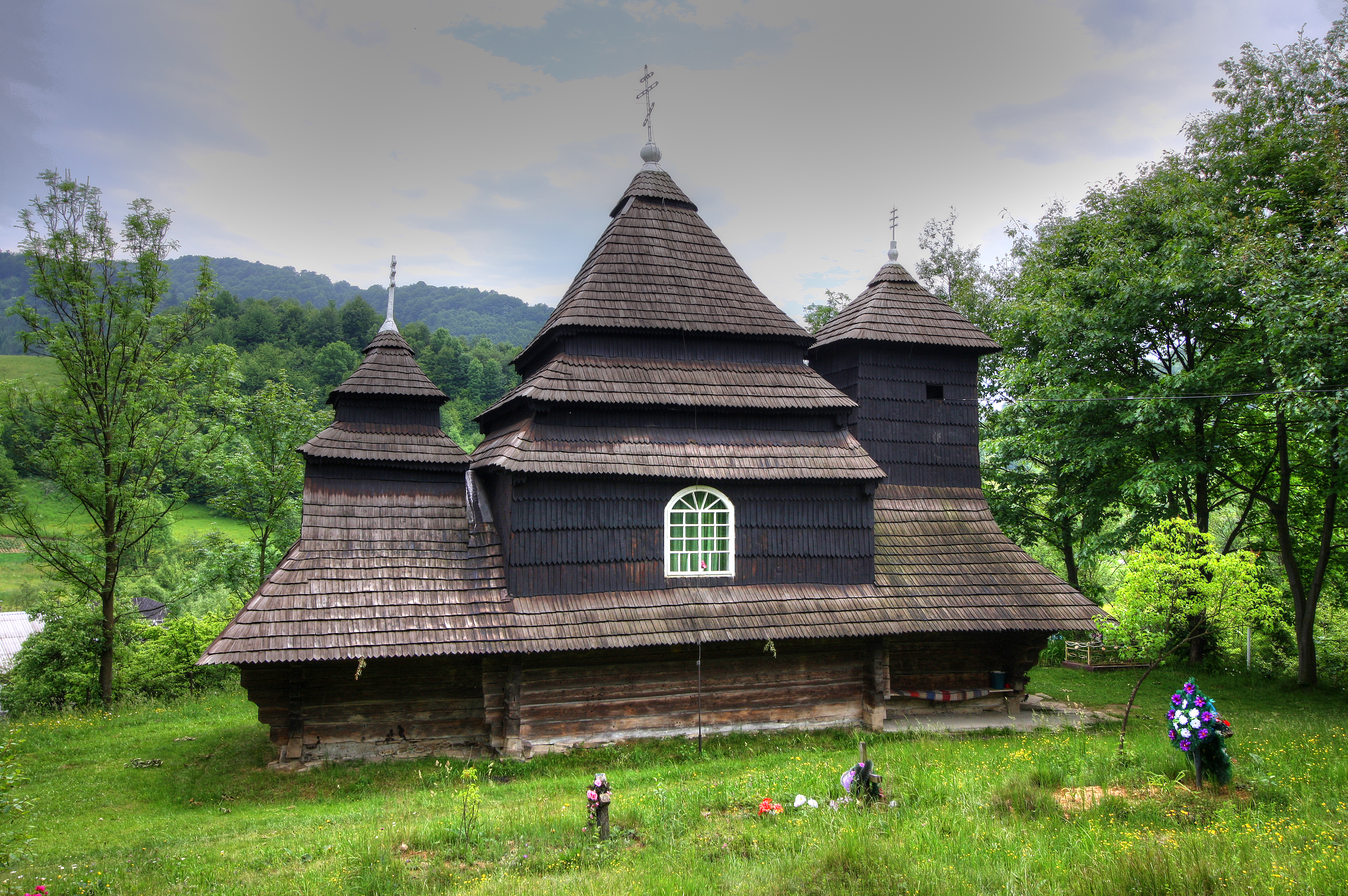
Fundada em 1745, Ucrânia.

A Igreja de São Miguel foi construída no subúrbio de Uzhok, na Ucrânia, em 1745. A estrutura é constituída por três naves de madeira e uma sacristia de tijolo.
Em 21 de junho de 2013, na 37ª Sessão do Comité do Património Mundial da UNESCO, a Igreja da Santíssima Trindade foi adicionada ao Património Mundial da UNESCO. Foi adicionada entre os 16 tserkvas de madeira da região dos Cárpatos na Polónia e na Ucrânia.